# Ridderorden in Chili
De republiek Chili stichtte sinds de onafhankelijkheid van Spanje in 1810 vier ridderorden:
- De Orde van Verdienste
- De Orde van Bernardo O'Higgins
- Het Legioen van Eer (1817-1824)
- De Militaire Orde van Chili